# Sphericula globulifera
Genre
Espèce
Sphericula globulifera, unique représentant du genre Sphericula, est une espèce d'araignées aranéomorphes de la famille des Salticidae.

## Distribution
Cette espèce est endémique de la région d'Agnéby-Tiassa en Côte d'Ivoire,. Elle se rencontre dans la station d'écologie de Lamto.

## Description
La carapace de la femelle  holotype mesure 0,7 mm de long sur 0,7 mm et l'abdomen 0,9 mm de long sur 0,8 mm.

## Systématique et taxinomie
Cette espèce a été décrite par Wesołowska et Russell-Smit en 2022.
Ce genre a été décrit par Wesołowska et Russell-Smit en 2022 dans les Salticidae.

## Publication originale
- Wesołowska & Russell-Smith, 2022 : « Jumping spiders from Ivory Coast collected by J.-C. Ledoux (Araneae, Salticidae). » European Journal of Taxonomy, vol. 841, p. 1-143 (texte intégral).